# سیارک ۹۱۴۰
سیارک ۹۱۴۰ (به انگلیسی: 9140 Deni، نامگذاری:4195T-3) نه هزار و صد و چهلمین سیارک کشف شده‌است که در ۱۶ اکتبر ۱۹۷۷ کشف شد.
قدر مطلق سیارک برابر ۱۳٫۹۰ است.